# Тустла-Гутьеррес
Тустла-Гутьеррес (исп. Tuxtla Gutiérrez) — город в Мексике, столица штата Чьяпас, а также административный центр одноимённого муниципалитета. Численность населения, по данным переписи 2020 года, составила 578 830 человек.

## Исторические факты
Поселение было основано в доиспанский период народом соке, которые называли его Кояток, что можно перевести как — кроличье место.
В 1486 году регион был завоёван ацтеками, а название поселения сменилось на Точтлан, что в языке науатль было равнозначно сокенскому названию.
В период колонизации испанцы сменили название на более удобочитаемое Тустла.
29 октября 1813 года поселение получило статус вильи, а 27 июля 1829 года губернатор Эметерио Пинеда присвоил ему статус города.
31 марта 1848 года к названию города была добавлена фамилия Хоакина Мигеля Гутьерреса — в честь уроженца города, губернатора штата Чьяпас с 1832 по 1835 годы.
11 августа 1892 года в город перенесена столица штата Чьяпас.
В 1910 году в городе отрылась публичная библиотека.
24 июля 1965 года была учреждена епархия Тустла-Гутьерреса c центром в приходе Святого Марка.